# 科楚什卡鄉
48°08′N 26°51′E / 48.133°N 26.850°E
科楚什卡鄉（羅馬尼亞語：Comuna Coțușca, Botoșani），是羅馬尼亞的鄉份，位於該國東北部，由博托沙尼縣負責管轄，面積122平方公里，海拔高度180米，2007年人口5,127，人口密度每平方公里42人。